# Themus schawalleri
Themus schawalleri es una especie de coleóptero de la familia Cantharidae.

## Distribución geográfica
Habita en Nepal.